# Toledo Mercurys
Die Toledo Mercurys waren ein US-amerikanisches Eishockeyfranchise der International Hockey League in Toledo, Ohio. Die Spielstätte der Mercurys war die Toledo Sports Arena.

## Geschichte
Der Verein wurden 1947 gegründet und spielten bis 1949 in der International Hockey League. In dieser Zeit konnte der Verein 1947/48 den Turner Cup, die Meisterschaft der IHL, gewinnen sowie 1948/49 erneut das Finale erreichen, welches allerdings verloren ging. In der Spielzeit 1948/49 waren die Mercurys sowohl in der Nord- als auch in der Süd-Division aktiv, da die damaligen Teambesitzer mehr Ligapartien absolvieren wollten. Im Sommer 1949 spielte der Verein unter dem Namen Toledo Buckeyes in der Eastern Amateur Hockey League, kehrte jedoch nur ein Jahr später unter dem alten Namen in die IHL zurück.
Dort konnten die Mercurys in der Folgezeit in den Saisons 1950/51 und 1951/52 erneut den Turner Cup gewinnen, als der Klub jeweils die Grand Rapids Rockets besiegte. Zur Spielzeit 1955/56 benannten sich die Toledo Mercurys in Toledo-Marion Mercurys um und trugen ein paar ihrer Heimspiele im Veterans Memorial Coliseum in Marion im Bundesstaat Ohio aus. In diesem Spieljahr erreichten die Mercurys zum insgesamt fünften Mal in ihrer Vereinsgeschichte das Play-off-Finale. Anschließend lief das Team ab der Saison 1956/57 wieder unter dem Namen Toledo Mercurys in der International Hockey League auf.
Zwischen 1959 und 1960 trug der Klub seine Heimspiele auch in der St. Louis Arena in St. Louis aus und waren zu dieser Zeit als Toledo-St. Louis Mercurys bekannt. Es folgten zwei weitere Spielzeiten in der IHL, ehe sich der Verein im Jahr 1962 auflöste.

## Saisonstatistik
Abkürzungen: GP = Spiele, W = Siege, L = Niederlagen, T = Unentschieden, OTL = Niederlagen nach Overtime SOL = Niederlagen nach Shootout, Pts = Punkte, GF = Erzielte Tore, GA = Gegentore, PIM = Strafminuten
| Saison  | GP | W  | L  | T  | OTL | SOL | Pts | Platz     | Playoffs                        |
| 1947–48 | 30 | 15 | 10 | 5  | –   | –   | 35  | 2., IHL   | Sieger des Turner Cups          |
| 1948–49 | 35 | 20 | 7  | 8  | –   | –   | 48  | 1., North | Niederlage im Finale            |
| 1949–50 | 51 | 26 | 13 | 12 | –   | –   | 64  | 2., EAHL  |                                 |
| 1950–51 | 56 | 35 | 15 | 6  | –   | –   | 76  | 2., IHL   | Sieger des Turner Cups          |
| 1951–52 | 48 | 24 | 18 | 6  | –   | –   | 54  | 2., IHL   | Sieger des Turner Cups          |
| 1952–53 | 60 | 32 | 25 | 3  | –   | –   | 67  | 3., IHL   | Niederlage in der ersten Runde  |
| 1953–54 | 64 | 33 | 26 | 5  | –   | –   | 71  | 4., IHL   | Niederlage in der zweiten Runde |
| 1954–55 | 60 | 31 | 29 | 0  | –   | –   | 62  | 3., IHL   | Niederlage in der ersten Runde  |
| 1955–56 | 60 | 25 | 30 | 5  | –   | –   | 55  | 4., IHL   | Niederlage im Finale            |
| 1956–57 | 60 | 26 | 30 | 4  | –   | –   | 56  | 4., IHL   | Niederlage in der ersten Runde  |
| 1957–58 | 64 | 26 | 32 | 6  | –   | –   | 58  | 5., IHL   | nicht qualifiziert              |
| 1958–59 | 60 | 22 | 36 | 2  | –   | –   | 46  | 5., IHL   | nicht qualifiziert              |
| 1959–60 | 68 | 28 | 36 | 4  | –   | –   | 60  | 4., East  | nicht qualifiziert              |
| 1960–61 | 70 | 36 | 33 | 1  | –   | –   | 71  | 1., East  | Niederlage in der ersten Runde  |
| 1961–62 | 68 | 17 | 50 | 1  | –   | –   | 35  | 7., IHL   | nicht qualifiziert              |